# فيرجيل ميلر
فيرجيل ميلر (بالإنجليزية: Virgil Miller)‏ هو مصور سينمائي أمريكي، ولد في 20 ديسمبر 1886 في كوفين في الولايات المتحدة، وتوفي في 5 أكتوبر 1974 في هوليوود في الولايات المتحدة.

## وصلات خارجية
- فيرجيل ميلر على موقع IMDb (الإنجليزية)
- فيرجيل ميلر على موقع ألو سيني (الفرنسية)
- فيرجيل ميلر على موقع أول موفي (الإنجليزية)
- فيرجيل ميلر على موقع قاعدة بيانات الأفلام السويدية (السويدية)
- فيرجيل ميلر على موقع قاعدة بيانات الفيلم (الإنجليزية)
- فيرجيل ميلر على موقع كينوبويسك (الروسية)